# Xizhaizhuang
Xizhaizhuang (kinesiska: 西翟庄, 西翟庄镇) är en köping i Kina. Den ligger i storstadsområdet Tianjin, i den norra delen av landet, omkring 42 kilometer sydväst om stadens centrum. Antalet invånare är 13 310. Befolkningen består av 6 404 kvinnor och 6 906 män. Barn under 15 år utgör 19,0 %, vuxna 15-64 år 71 %, och äldre över 65 år 8,0 %.